# ヴェンパイア・オア・ダーク・フェアリィテイルズ・イン・ファルスタイン
『ヴェンパイア・オア・ダーク・フェアリィテイルズ・イン・ファルスタイン』（原題：V Empire or Dark Faerytales in Phallustein）は、イングランドのエクストリーム・メタル・バンド、クレイドル・オブ・フィルスが1996年に発表したEP。

## 解説
2009年に至るまでバンドに貢献してきたバック・アップ・ボーカリスト、サラ・イザベル・デーヴァが初参加した作品に当たる。また、CDブックレットのクレジットには、2人目のギタリストとしてJared Demeterの名前と写真が記載されているが、これは架空のキャラクターで、顔写真はスチュアート・アンスティスとロビン・グレイヴスの写真を合成した物といわれている。「ザ・フォレスト・ウィスパーズ・マイ・ネイム」は、デビュー・アルバム『ザ・プリンシプル・オブ・イーヴル・メイド・フレッシュ』収録曲の再録音である。バンドは本作を最後に、デビュー当時に所属していたレーベル「カコフォノウス・レコーズ」との契約を終了した。
John Serbaはオールミュージックにおいて「バンドは本作において、元来のバソリーやヴェノムを思わせる生々しくスピーディーなサウンドに、シスターズ・オブ・マーシーやアイアン・メイデンのメロディを取り込み始めた」と評している。
1996年当時は日本発売されず、2001年3月23日にビクターエンタテインメントから初の日本盤CD (VICP-61326)が発売された。

## 収録曲
作詞はダニ・フィルス、作曲はクレイドル・オブ・フィルスによる。5.はインストゥルメンタル。
1. エボニー・ドレスト・フォー・サンセット - Ebony Dressed for Sunset – 2:49
2. ザ・フォレスト・ウィスパーズ・マイ・ネイム - The Forest Whispers My Name – 4:41
3. クイーン・オブ・ウィンター、スローンド - Queen of Winter, Throned – 10:27
4. ノクターナル・スプレマシー - Nocturnal Supremacy – 5:53
5. シー・モーンズ・ア・レングスニング・シャドウ - She Mourns a Lengthening Shadow – 3:42
6. ザ・レイプ・アンド・ルイン・オブ・エンジェルズ（ホザナス・イン・エクストリミス） - The Rape and Ruin of Angels (Hosannas in Extremis) – 8:52

## 参加ミュージシャン
- ダニ・フィルス - ボーカル
- スチュアート・アンスティス - ギター
- ダミエン・グレゴリ - キーボード
- ロビン・グレイヴス - ベース
- ニコラス・バーカー - ドラムス

アディショナル・ミュージシャン
- サラ・イザベル・デーヴァ - バッキング・ボーカル
- Danielle Cneajna Cottington - バッキング・ボーカル
- Rachel - バッキング・ボーカル